# La Carolina (Metro de Quito)
La Carolina es la decimosegunda estación del Metro de Quito, que funciona como parte de la línea 1. El predio se encuentra bajo la esquina suroccidental del parque La Carolina (del que toma su nombre), en la confluencia de las avenidas Eloy Alfaro y República, en la parroquia Iñaquito.

## Historia
El proceso constructivo de la estación inició el 9 de mayo de 2016, con el cerramiento del perímetro de la obra con una malla verde. La obra estuvo a cargo del consorcio hispano-brasileño Acciona-Odebrecht.
Aunque causaron gran malestar entre la ciudadanía, que denunció la tala exagerada de árboles y la restricción del paso peatonal en las aceras exteriores del parque, el Municipio aseguró que las intervenciones estaban alineadas al Plan de Gestión Ambiental que fue aprobado por el Ministerio del Ambiente, a través de la entrega de la respectiva licencia de que cumplía con todos los requerimientos y estándares que exigen las normativas al respecto, tanto a nivel nacional como internacional.

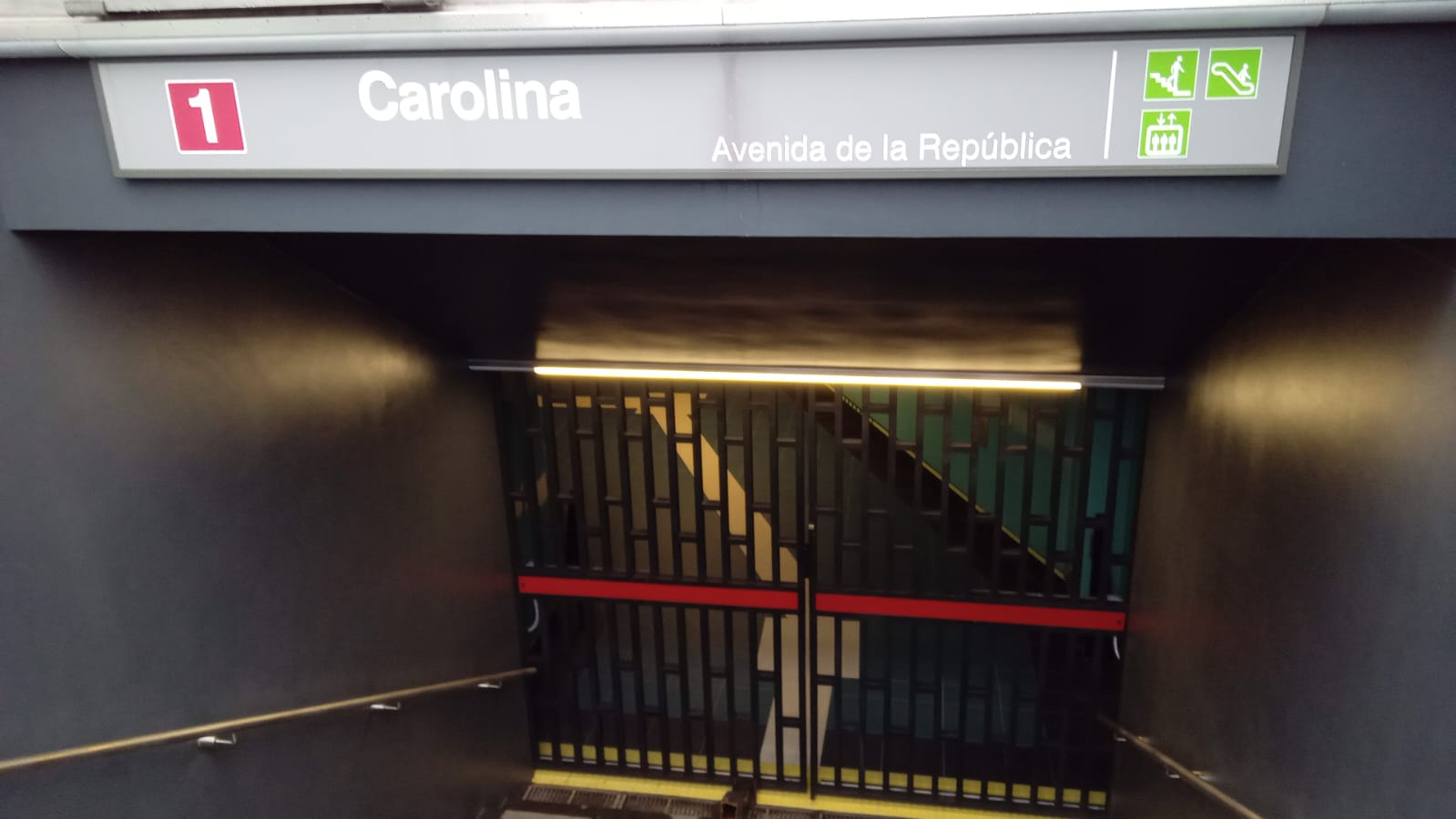
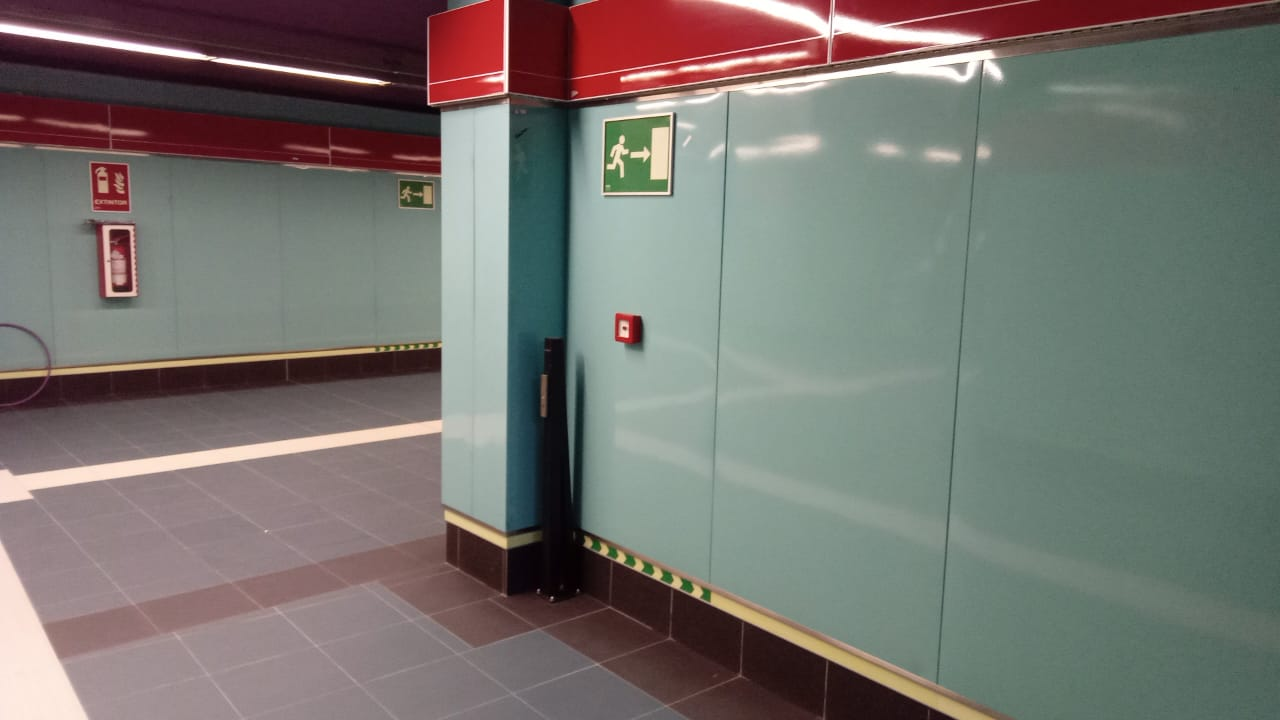
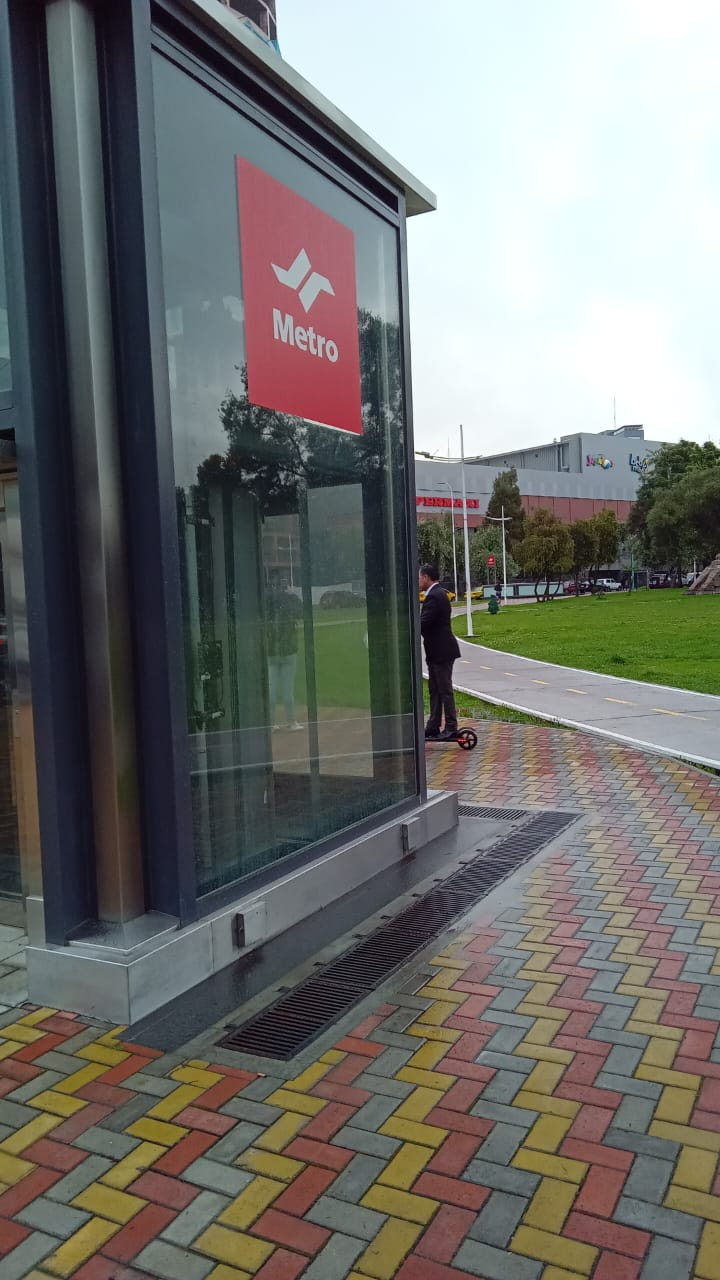
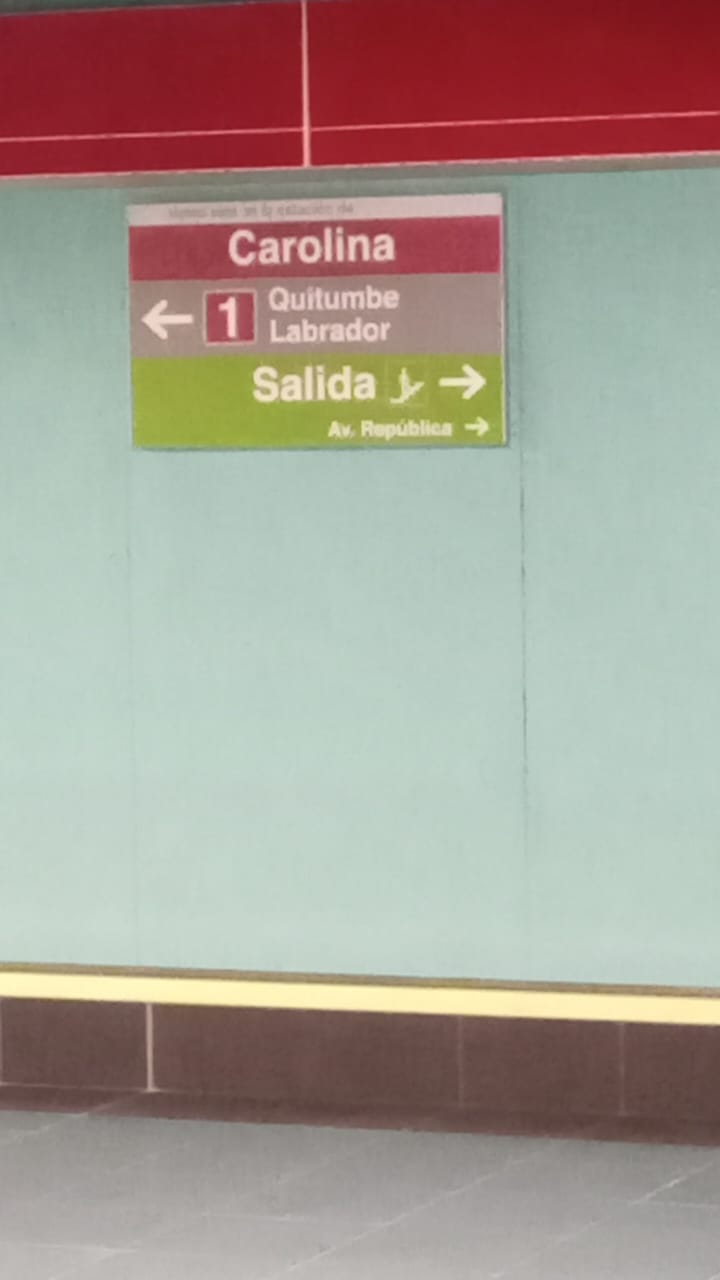
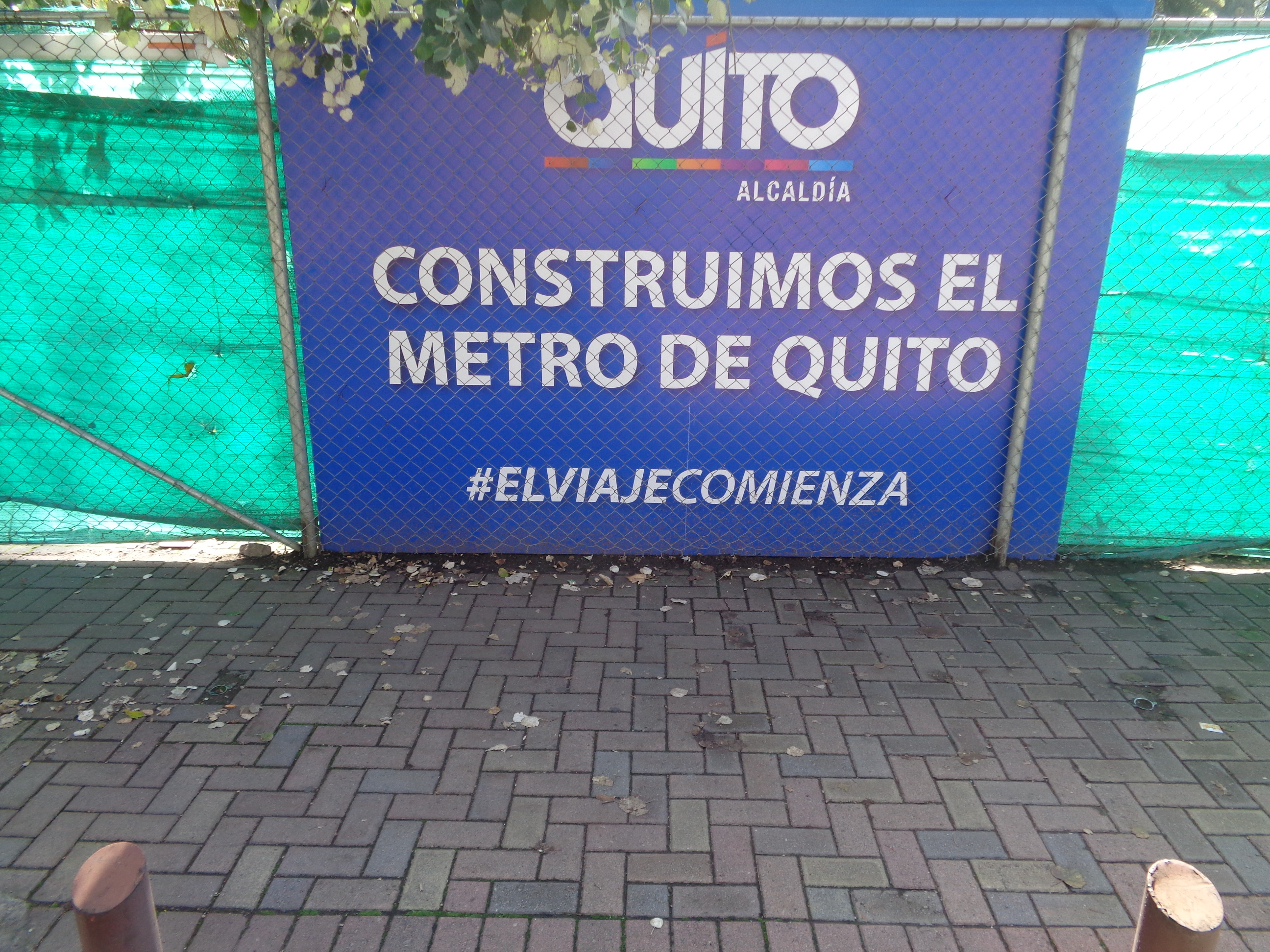
Metro de Quito 2019 En construcción